# BRD Năstase Țiriac Trophy 2014
BRD Năstase Țiriac Trophy 2014 — тенісний турнір, що проходив на ґрунтових кортах у місті Бухарест, Румунія з 21 квітня. Належав до категорії ATP World Tour 250, був турніром серії Romanian Open 2014 року.

## Фінальна частина

### Одиночний розряд
Григор Димитров —  Лукаш Росол 7–6(7–2), 6–1

### Парний розряд
Жан-Жульєн Роєр /  Горія Текеу —  Маріуш Фирстенберг /  Марцин Матковський 6–4, 6–4